# Julian Radlmaier

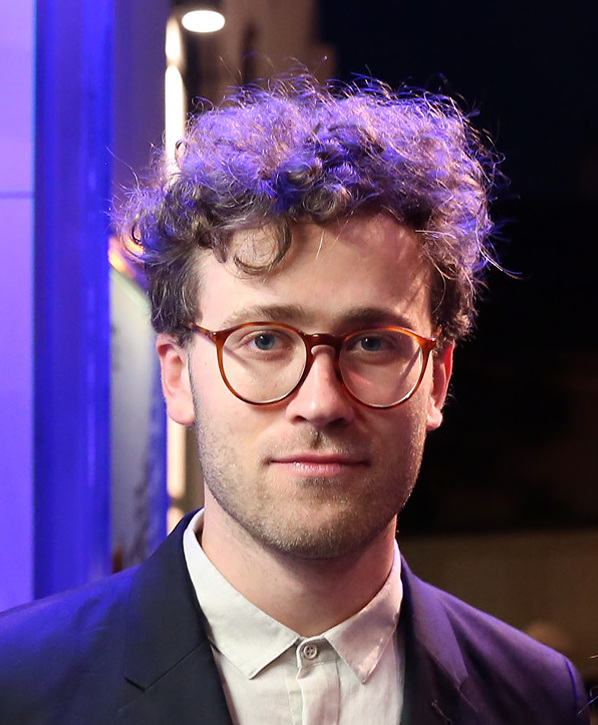
Julian Radlmaier (2013)

Julian Radlmaier (geb. 18. Dezember 1984) ist ein deutsch-französisch-schweizerischer Filmregisseur und Drehbuchautor.

## Leben
Radlmaier studierte Filmwissenschaft an der Freien Universität Berlin und anschließend Regie an der Deutschen Film- und Fernsehakademie Berlin (dffb). In dieser Zeit arbeitete er als persönlicher Assistent von Werner Schroeter. Zudem gab er verschiedene Übersetzungen der filmtheoretischen Schriften des französischen Philosophen Jacques Rancière heraus. Nach dem Studium war er wissenschaftlicher Mitarbeiter an der Freien Universität Berlin. Heute arbeitet er als freischaffender Filmemacher in Berlin.

## Werk
2013 wurde sein Kurzfilm Ein Gespenst geht um in Europa im deutschen Wettbewerb der Kurzfilmtage Oberhausen uraufgeführt und gewann später den Preis der deutschen Filmkritik für den besten Experimentalfilm des Jahres. Sein mittellanger Film Ein proletarisches Wintermärchen wurde 2014 in Rotterdam und bei der Viennale gezeigt und gewann Preise in Mexiko (Publikumspreis beim FICUNAM) und Brasilien („Artistic Contribution Award“, Olhar de Cinema).
Sein Abschlussfilm Selbstkritik eines bürgerlichen Hundes hatte beim International Film Festival Rotterdam seine Weltpremiere, wurde bei der Berlinale 2017 in der Sektion Perspektive Deutsches Kino gezeigt und im Rahmen der Verleihung des Preises der deutschen Filmkritik 2017 als bestes Spielfilmdebüt ausgezeichnet.
2018 lief eine Retrospektive seiner Filme auf MUBI, außerdem erhielt er für sein neues Spielfilmprojekt Blutsauger  den Kompagnon-Förderpreis der Berlinale. 2019 wurde das Drehbuch zu Blutsauger zudem beim Deutschen Drehbuchpreis mit der Lola für das beste unverfilmte Drehbuchausgezeichnet. Im selben Jahr erhielt Radlmaier einen Förderpreis des Wolfram-von-Eschenbach-Preises.
Die Vampir-Komöde Blutsauger lief in der Sektion „Encounters“ der Berlinale 2021. Auf dem Internationalen Filmfestival Moskau gewann er den Spezialpreis der Jury unter dem Vorsitz von Brillante Mendoza. Hauptrollen in dem Film spielen u. a. Alexandre Koberidse, Lilith Stangenberg und Corinna Harfouch. Eine vom Schweizer Comic-Künstler Jan Bachmann illustrierte Drehbuchausgabe ist bei Matthes & Seitz Berlin erschienen.

## Filmografie
- 2013: Ein Gespenst geht um in Europa
- 2014: Ein proletarisches Wintermärchen
- 2017: Selbstkritik eines bürgerlichen Hundes
- 2021: Blutsauger
- 2025: Sehnsucht in Sangerhausen